# Стечик, Доминик
До́миник Па́трик Сте́чик (пол. Dominik Patryk Steczyk; 13 декабря 1999, Катовице) — польский футболист, нападающий клуба «Ферль».

## Клубная карьера
Доминик Стечик начинал заниматься футболом в молодёжной команде своего родного города Катовице. Затем он перебрался в Германию, где играл в молодёжном составе клуба «Бохум». В 2018 году футболист попал в заявку клуба «Нюрнберг». Но в основе команды он так и не сыграл, выступая только в дубле в Региональной лиге.
В 2019 году Стечик вернулся в Польшу, где продолжил свою карьеру в клубе Экстраклассы «Пяст». В августе 2022 года нападающий снова вернулся в Германию, где провёл сезон в клубе «Галлешер», выступающем в Лиге 3.
После завершения контракта с немецким клубом, Стечик как свободный агент присоединился к клубу «Рух», завоевавшему право играть в Экстраклассе.

## Карьера в сборной
В 2019 году в составе молодёжной сборной Польши поехал на домашний молодёжный чемпионат мира. На турнире сыграл в одном матче, а команда вылетела в стадии 1/8 финала.